# Sowjetische Hockeynationalmannschaft der Herren
Die sowjetische Hockeynationalmannschaft der Herren vertrat die Sowjetunion bei internationalen Wettbewerben.
Die sowjetische Mannschaft wuchs im Vorfeld der Olympischen Spiele 1980 in Moskau zu einer Weltklassemannschaft heran und behauptete sich in den 1980er Jahren in der erweiterten Weltspitze.

## Ergebnisse

### Olympische Spiele

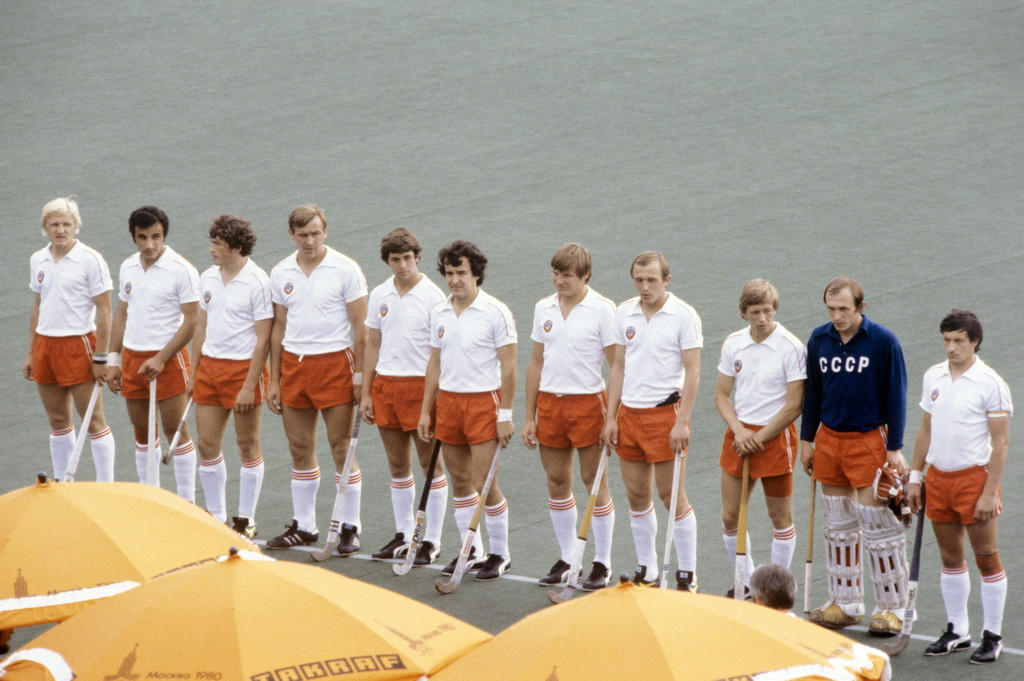
Sowjetische Mannschaft vor dem ersten Spiel 1980

Die sowjetische Herrenmannschaft nahm zweimal am olympischen Hockeyturnier teil und gewann dabei eine Bronzemedaille. 1992 belegte die Mannschaft der Gemeinschaft Unabhängiger Staaten den zehnten Platz. Diese Mannschaft bestand (weitgehend) aus Spielern, die bis 1991 der sowjetischen Nationalmannschaft angehört hatten.
- 1980 – Platz 3 mit Farit Sigangirow, Oleg Sagorodnew, Alexander Sytschow, Wladimir Pleschakow, Sergei Pleschakow, Leonid Pawlowski, Michail Nitschepurenko, Alexander Mjasnikow, Wjatscheslaw Lampejew, Sergei Klewzow, Sos Hajrapetjan, Alexander Gussew, Alexander Gontscharow, Wiktor Deputatow, Waleri Beljakow, Minneula Asisow
- 1988 – Platz 7 mit Wladimir Antakow, Igor Atanow, Michail Bukatin, Wjatscheslaw Tschetschenew, Igor Dawidow, Wiktor Deputatow, Alexander Domaschew, Sos Hajrapetjan, Alexander Mjasnikow, Jewgeni Netschajew, Michail Nitschepurenko, Sergei Pleschakow, Wladimir Pleschakow, Sergei Schachworostow, Igor Jultschijew

### Weltmeisterschaften
Die sowjetische Mannschaft nahm dreimal an Weltmeisterschaften teil und erreichte 1986 mit dem vierten Platz die beste Platzierung.
- 1971–1978 – keine Teilnahme
- 1982 – Platz 6[2]
- 1986 – Platz 4
- 1990 – Platz 6

### Europameisterschaften
Die sowjetische Mannschaft nahm fünfmal an Feldhockey-Europameisterschaften teil, 1983 erreichte sie das Finale und gewann Silber hinter der niederländischen Mannschaft.
- 1970 – Platz 14
- 1974 – keine Teilnahme
- 1978 – Platz 9
- 1983 – Platz 2
- 1987 – Platz 4
- 1991 – Platz 4

### Champions Trophy
Die sowjetische Mannschaft nahm fünfmal an der FIH Champions Trophy teil, die beste Platzierung war der vierte Platz 1988.
- 1982 – Platz 6
- 1987 – Platz 8
- 1988 – Platz 4
- 1990 – Platz 5
- 1991 – Platz 6